# Gynandromyia saegeri
Gynandromyia saegeri là một loài ruồi trong họ Tachinidae.